# 酵粿桃
酵粿桃，又称钵仔粿，是潮汕地区的一种特色民间小吃，类似于钵仔糕。制作方法是将大米磨成米浆，装入特制的小陶碗中蒸熟后油炸，食用时再浇上红糖做的酱油。
在潮汕地区，曾经有“酵粿桃，有钱买无”（有钱也不一定能买到酵粿桃）的俗语。

## 另見
- 红桃粿
- 钵仔糕